# Фурір Барі Іфтарі

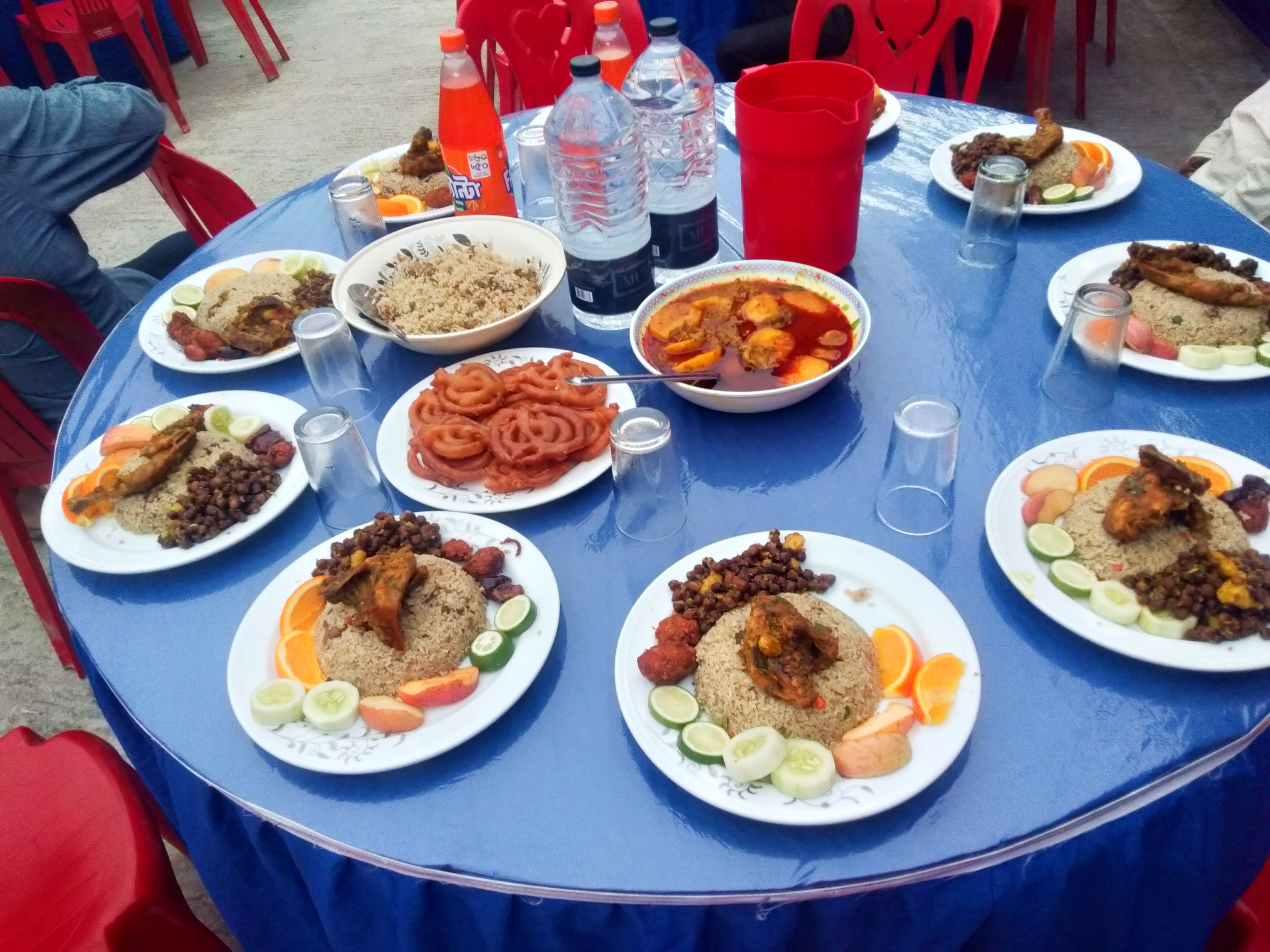
Святкування Фурір Барір іфтарі в Сілеті

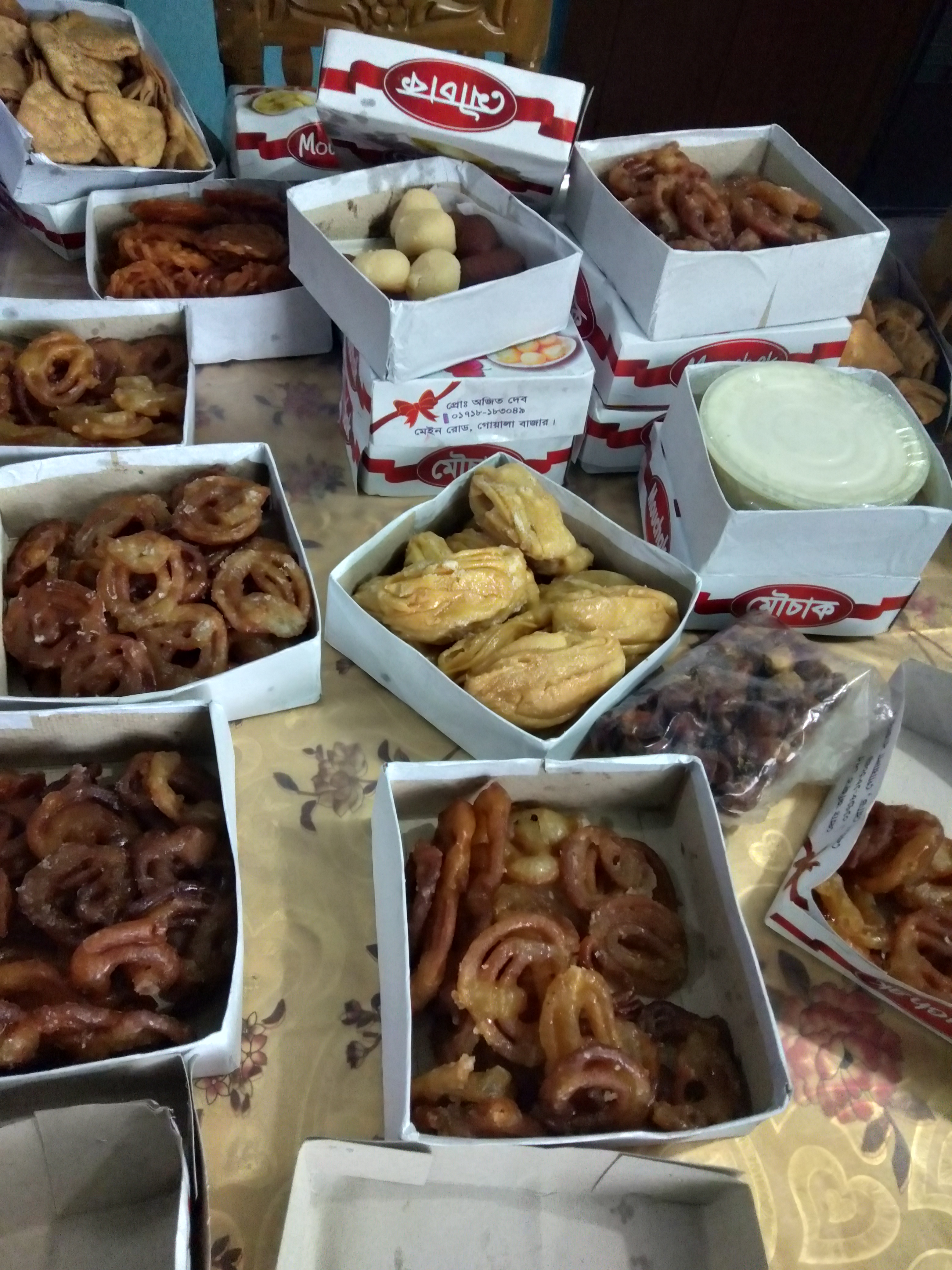
Запаковані страви Фурір Барі Іфтарі на ринку

Фурір Барі Іфтарі — бенгальська традиція серед бенгальських мусульман у регіоні Сілет, за якою протягом місяця Рамадан дають іфтар (швидку вечерю) домочадцям невісток. Термін походить від силетського слова «фурі» (дочка).
В ісламі ця практика не є обов'язковою, але родичі звикли до неї. Однак у різних місцях відбуваються різноманітні неприємні інциденти через ненадання іфтару вчасно. Зафіксовано випадки насильства з боку чоловіка та свекрів, аж до самогубства або вбивства, якщо батько жінки не забезпечував гідний іфтар.
Деякі коментатори критикували цей звичай як марновірство чи злий звичай, оскільки він може бути психічним, фінансовим і соціальним тягарем для бідного батька. У 2023 році ЮНЕСКО внесла мусульманську традицію іфтар до списку нематеріальної культурної спадщини.

## Традиція
Іфтар організовується в будинку невістки в будь-який день 30 днів Рамадану. Це традиція, коли донька під час Рамадану бере свій домашній іфтар до свекрухи. Однак з часом звичай влаштовувати іфтар вдома також змінився. Родичі запрошуються в будинок свекра, щоб відсвяткувати іфтар з будинку дочки. Іфтар, який береться з будинку дочки, також розподіляється між сусідами. Де відбувається тихе змагання, щоб побачити, хто зможе принести найбільше продуктів для іфтару з дому своїх свекрів. Що фактично стає тягарем для бідних сімей.  Місце домашніх іфтарів у минулому тепер зайняли різноманітні іфтари, які готують на ринку. У результаті сезонний продовольчий ринок іфтар у регіоні Сілет стає дещо більш жвавим, ніж в інших районах Бангладеш під час місяця Рамадан, зосередженого навколо цієї традиції. Тож для заможних іфтар є питанням престижу, а для знедолених – приводом для страху.